# Сергій Лазо (фільм)
«Сергій Лазо» — радянський художній чорно-білий фільм 1967 року, знятий на кіностудії «Молдова-фільм».

## Сюжет
Про життя і діяльність героя громадянської війни Сергія Лазо (1894—1920), який керував партизанськими силами на Далекому Сході в період боротьби з японськими інтервентами. Будучи заарештованим, він відмовився ціною зради купити собі життя і трагічно загинув, кинутий ворогами в паровозну топку.

## У ролях
- Регімантас Адомайтіс — Сергій Георгійович Лазо (озвучив Фелікс Яворський)
- Олександра Зав'ялова — Ольга Грабенко
- Зінаїда Славіна — Анна Яновська (озвучила Марія Виноградова)
- Всеволод Якут — Павло Олександрович Мілкован, бессарабський публіцист, письменник
- Іон Унгуряну — Комаровський (озвучив Микола Граббе)
- Тетяна Махова — Софія Миколаївна, дружина губернатора
- Юрій Дубровін — Корольов, червоногвардієць
- Віктор Маркін — Олексій Михайлович Луцький
- Володимир Зайчук — Всеволод Михайлович Сибірцев
- А. Сейта — генерал Оой
- Володимир Уан-Зо-Лі — Янагакі, японський генерал
- Костянтин Артеменко — Медведєв (озвучив Олексій Сафонов)
- Лев Поляков — Вишняков, командир (озвучив Геннадій Юдін)
- Андрій Тарковський — Бочкарьов, білогвардійський офіцер
- Михайло Васильєв — Іван Кузьмич (озвучив Юрій Саранцев)
- Ігор Боголюбов — командир загону
- Борис Бітюков — епізод
- Іван Бондар — епізод
- Вадим Вільський — епізод
- Володимир Волков — епізод
- Грігоре Грігоріу — ад'ютант
- Леонід Данчишин — білий офіцер
- Валентин Кобас — епізод
- Олександр Короткевич — епізод
- І. Луніз — епізод
- Валерій Манжеллі — епізод
- Володимир Маренков — Звєрєв, командир загону Червоної гвардії
- Іван Матвєєв — обиватель
- Рудольф Панков — епізод
- Филимон Сергєєв — епізод
- Дмитро Сечкарьов — епізод
- Марк Толмачов — епізод
- Олександр Толстих — командир партизанського патруля
- Василь Фущич — епізод
- Лев Перфілов — патрульний
- Сергій Сібель — білий офіцер
- Анатолій Умріхін — епізод
- Микола Заплітний — робочий
- Павло Яцковський — білий офіцер
- Юрій Чернишов — білий офіцер
- Спіру Харет — білий офіцер
- Ніколає Даріє — сторож
- Валеріу Каланча — червоноармієць
- Олександр Фриденталь — анархіст
- Геннадій Четвериков — японський майор
- Михайло Семеніхін — епізод

## Знімальна група
- Режисер — Олександр Гордон
- Сценарист — Георгій Маларчук
- Оператор — Вадим Яковлєв
- Художники — Станислав Булгаков, Аурелія Роман